# Ichneutica lithias
Ichneutica lithias là một loài bướm đêm trong họ Noctuidae. Nó được Edward Meyrick mô tả vào năm 1887 từ các mẫu vật thu thập được tại Castle Hill gần Christchurch và được đặt tên là Mamestra lithias. Đây là loài đặc hữu của New Zealand. Năm 2019, Robert J. B. Hoare đã công bố những nghiên cứu của mình về những loài bướm đêm ở New Zealand. Dựa trên kết quả của những nghiên cứu này, Hoare đã đặt loài này vào chi Ichneutica.